# Kanyamiyoka
Kanyamiyoka är ett periodiskt vattendrag i Burundi.   Det ligger i provinsen Mwaro, i den centrala delen av landet, 29 kilometer öster om huvudstaden Bujumbura.
Omgivningarna runt Kanyamiyoka är en mosaik av jordbruksmark och naturlig växtlighet. Runt Kanyamiyoka är det tätbefolkat, med 266 invånare per kvadratkilometer.